# انسان‌تبار دنیسووا
انسان‌تبار دنیسووا نام جمعیتی از انسان‌تباران است. این‌ها گونه‌ای منقرض شده از انسان‌های باستانی هستند که در دوران پارینه‌سنگی میانی (به انگلیسی: Palaeolithic period) در آسیای مرکزی و سیبری زندگی می‌کردند.
اولین فسیل منسوب به این گونه در ۱۹۸۰ در غار بای‌شیا در چین کشف شد و در سال ۲۰۰۰ میلادی، چند دندان آسیا از ایشان در غار دنیسووا در رشته‌کوه آلتایی سیبری جنوبی کشف شد.
در دسامبر سال ۲۰۱۰، گروهی از دانشمندان با بررسی ژن‌های استخوان انگشت یک انسان‌تبار دنیسووا (که از این پس دنیسووایی نامیده می‌شود) کشف کردند که این گروه با نئاندرتال‌ها مربوط بوده و احتمالاً با نیاکان انسان‌های امروزی منطقهٔ ملانزی وصلت کرده‌بودند.
پژوهشگران معتقدند این نوع از انسان که حدود ۳۰٬۰۰۰ تا ۵۰٬۰۰۰ سال پیش زندگی می‌کرده، با انسان خردمند هم‌زیستی داشته است. هرچند گروهی از باستان‌شناسان قدمت دندانی را که از غار دنیسووا در روسیه به‌دست آمده تا ۱۹۵٬۰۰۰ سال پیش حساب کرده‌اند.
بررسی‌ها نشان داده که ۴ تا ۶ درصد از دی‌ان‌ای ملانزیایی‌های امروزی دی‌ان‌ای دنیسووایی است.
مقایسهٔ دی‌ان‌ای میتوکندریایی استخراج‌شده از سنگواره با دی‌ان‌ای میتوکندری ۵۴ نفر انسان خردمند، یک نفر انسان خردمند باستانی دورهٔ پلیستوسن پیشین در روسیه و نیز دی‌ان‌ای میتوکندری کامل شش انسان نئاندرتال، یک بونوبو و یک شامپانزه نشان داد که تفاوت ژنی این انسان با انسان خردمند دو برابر تفاوت ژنی نئاندرتال و انسان خردمند است از این رو انشقاقش دو برابر قدیم‌تر از انشقاق نئاندرتال و انسان خردمند از یکدیگر است. پس این انسان‌تبار حدود یک میلیون سال پیش، از شاخهٔ منتهی به خردمند و نئاندرتال جدا شده است. این جدایی اخیرتر از مهاجرت انسان کارورز یا راست‌قامت آفریقایی به آسیا — ۱٫۹ میلیون سال پیش — است. پس ممکن است مبیّن خروجی دیگر از آفریقا باشد که پیش‌تر شناخته نبوده است.
از آن‌جایی که در ۱۰۰ کیلومتری محل کشف استخوان، آثاری از انسان خردمند و انسان نئاندرتال کشف شده است، در ۳۰٬۰۰۰ تا ۴۰٬۰۰۰ سال پیش، شاهد هم‌زیستی این نوع انسان با دو گونهٔ دیگر انسان در کنار یک‌دیگر بوده‌ایم.